# La Merlatière

La Merlatière este o comună în departamentul Vendée, Franța. În 2009 avea o populație de 842 de locuitori.